# إليزابيث برافو
إليزابيث برافو هي تريثلت إكوادورية، ولدت في 30 يناير 1987 في كوينكا في الإكوادور.

## وصلات خارجية
- إليزابيث برافو على موقع اتحاد الترياتلون الدولي (الإنجليزية)
- إليزابيث برافو على موقع اللجنة الأولمبية الدولية (الإنجليزية)
- إليزابيث برافو على موقع أوليمبيديا (الإنجليزية)